# Механизм и рука
«Механизм и рука» — картина Сальвадора Дали, написанная в 1927 году. Ныне она хранится в музее Сальвадора Дали в Сент-Питерсберге (штат Флорида, США), будучи взятой во временное пользование из коллекции Рейнольдса и Элеанор Морзе.

## Описание
Центральное место в этой сюрреалистической картине занимает геометрическая фигура с распухшей красной рукой, торчащей из подобия её головы. Фигура состоит из конусов и треугольников. Её окружают призрачные образы обнажённых женских фигур и торсов, наложенные на голубой, водянистый фантастический пейзаж. Картина была написана после возвращения Дали с 9-месячной военной службы, во время которой он начал экспериментировать с новыми сюжетами для своих работ. Под Механизмом в названии полотна понимается геометрическая фигура, очень схожая с человеческой. Она имеет аналоги человеческих рук, ног, глаз и головы. Треугольное существо опирается на подобие трости, служащей лейтмотивом во множестве работ Дали и символизирующей хрупкость сна.
Рука на голове фигуры служит отсылкой к онанизму, который был общей темой для его работ того периода, определяемого исследователями как фрейдистский периодом. Он приходился на время авангардистского движения, во-многом опиравшегося на труды Фрейда. Женские образы, окружающие геометрическую фигуру, отражают мысли Механизма, а именно бредовые эротические мыслительные процессы художника, занимавшие его тогда и являвшиеся преобладающей темой в его творчестве.
Слева от геометрической фигуры находится изображение осла, стоящего на задних лапах. Его поедает стая мух, атакующая его живот, что обозначает факт разложения существа. Справа изображена женщина в классической позе, контрастирующая с геометрической простотой центрального изображения.